# Bussy-la-Pesle (Nièvre)
 Bussy-la-Pesle  es una comuna y población de Francia, en la región de Borgoña, departamento de Nièvre, en el distrito de Clamecy y cantón de Brinon-sur-Beuvron.
Su población en el censo de 1999 era de 32 habitantes.
Está integrada en la Communauté de communes du Val du Beuvron.

## Demografía
| 46 | 50 | 42 | 44 | 38 | 32 |
| Para los censos de 1962 a 1999 la población legal corresponde a la población sin duplicidades (Fuente: INSEE [Consultar]) |    |    |    |    |    |